# Божа Илић
Божа Илић (Житни Поток, 17. април 1919 — Лесковац, 15. јул 1993) је био српски сликар социјалистичког реализма.

## Биографија
Рођен је у селу Житни Поток код Прокупља. Завршио је Академију ликовних уметности у класи сликара и педагога Мила Милуновића. У детињству је потпуно остао без слуха. Члан Удружења ликовних уметника Србије (УЛУС) постаје 1947. и од тада редовно излаже. Ликовни критичари су га још 1947. прогласили водећим представником социјалистичког реализма. Његово дело обухвата монументалне фигурaлне композиције, ентеријере, портрете, мртве природе и пејзаже. Радио је углавном техником уља.
Целокупно Илићево стваралаштво подељено је на два периода. Први до 1950. у коме је настало неколико монументалних композиција које су снажно обојене романтичарски надахнућем, да сведоче о давним временима великих надања и понесености, виђених сликарском палетом овог уметника. Други период обухвата период од 1950. до краја живота.
Педесетих година соцреализам постаје превазиђен и Божа Илић све више бива потискиван и заборављан. Више од двадесет година примао је социјалну помоћ и сликао мала платна иако је био опробани успешни сликар са великим композицијама.
Неке од његових познатих слика су „Сондирање терена на Новом Београду“ из 1948. димензија 240 x 440&nbsp;cm као и „Омладина гради пругу“. Када се после социјалистичког реализма опредељује за решавање сложеније ликовне проблематике познато дело му је „Сеоска породица“.
У Београду је самостално излагао 1953, 1955, 1958. и на многим групним изложбама у земљи и иностранству (XXV бијенале у Венецији 1950).
Занимљиво је истаћи да је Божа Илић у родном селу, о свом трошку 1975. сазидао чесму и украсио је великим мозаиком димензија пет и по са два метра. На том мозаику је представљена Слобода, жена у кочијама која из руке пушта голубове. Овај мозаик је урадио мотивисан примедбама његових критичара  да је старомодног уметничког израза. Постављање мозаика на зид спомен чесме у Житном потоку није остварено. У околностима партијског једноумља, није имао среће: локална организација бивших партизана захтевала је да се мозаик уклони јер њима, рекли су, „слобода није дошла на точковима“, него су је „крвљу извојевали“.
Имао је велики број изложби, једна од њих била је 16.9 - 1.10. 1982. у Галерији савремене уметности у Нишу. 1994. је одржана у Народном музеју у Београду ретроспективна изложба in memoriam.
Њему у част уметничка галерија у Прокупљу носи назив „Божа Илић“ и ту се сваке године одржава ликовна колонија под истим именом. Осим тога установљена је и сликарска награда „Божа Илић“ коју додељује Музеј Топлице у Прокупљу. На брду Хисар у Прокупљу 1999. откривене се бисте Боже Илића и Рада Драинца.
Његова слика „Бој на Чегру” димензија 6,5 са 3,5 метра налази се у великој сали Вишег суда у Нишу.